# Lista planetelor minore: 83001–84000
| Nume                                            | Denumire provizorie                             | Data descoperirii                               | Locul descoperirii                              | Descoperitor(i)                                 |                                                 |                                                 |                                                 |                                                 |                                                 |                                                 |                                                 |                                                 |                                                 |                                                 |                                                 |                                                 |                                                 |                                                 |                                                 |                                                 |                                                 |                                                 |                                                 |                                                 |                                                 |                                                 |                                                 |                                                 |                                                 |                                                 |                                                 |                                                 |                                                 |                                                 |                                                 |                                                 |                                                 |                                                 |                                                 |                                                 |                                                 |                                                 |                                                 |                                                 |                                                 |                                                 |                                                 |                                                 |                                                 |
| 83001–83100 Lista planetelor minore/83001–83100 | 83001–83100 Lista planetelor minore/83001–83100 | 83001–83100 Lista planetelor minore/83001–83100 | 83001–83100 Lista planetelor minore/83001–83100 | 83001–83100 Lista planetelor minore/83001–83100 | 83101–83200 Lista planetelor minore/83101–83200 | 83101–83200 Lista planetelor minore/83101–83200 | 83101–83200 Lista planetelor minore/83101–83200 | 83101–83200 Lista planetelor minore/83101–83200 | 83101–83200 Lista planetelor minore/83101–83200 | 83201–83300 Lista planetelor minore/83201–83300 | 83201–83300 Lista planetelor minore/83201–83300 | 83201–83300 Lista planetelor minore/83201–83300 | 83201–83300 Lista planetelor minore/83201–83300 | 83201–83300 Lista planetelor minore/83201–83300 | 83301–83400 Lista planetelor minore/83301–83400 | 83301–83400 Lista planetelor minore/83301–83400 | 83301–83400 Lista planetelor minore/83301–83400 | 83301–83400 Lista planetelor minore/83301–83400 | 83301–83400 Lista planetelor minore/83301–83400 | 83401–83500 Lista planetelor minore/83401–83500 | 83401–83500 Lista planetelor minore/83401–83500 | 83401–83500 Lista planetelor minore/83401–83500 | 83401–83500 Lista planetelor minore/83401–83500 | 83401–83500 Lista planetelor minore/83401–83500 | 83501–83600 Lista planetelor minore/83501–83600 | 83501–83600 Lista planetelor minore/83501–83600 | 83501–83600 Lista planetelor minore/83501–83600 | 83501–83600 Lista planetelor minore/83501–83600 | 83501–83600 Lista planetelor minore/83501–83600 | 83601–83700 Lista planetelor minore/83601–83700 | 83601–83700 Lista planetelor minore/83601–83700 | 83601–83700 Lista planetelor minore/83601–83700 | 83601–83700 Lista planetelor minore/83601–83700 | 83601–83700 Lista planetelor minore/83601–83700 | 83701–83800 Lista planetelor minore/83701–83800 | 83701–83800 Lista planetelor minore/83701–83800 | 83701–83800 Lista planetelor minore/83701–83800 | 83701–83800 Lista planetelor minore/83701–83800 | 83701–83800 Lista planetelor minore/83701–83800 | 83801–83900 Lista planetelor minore/83801–83900 | 83801–83900 Lista planetelor minore/83801–83900 | 83801–83900 Lista planetelor minore/83801–83900 | 83801–83900 Lista planetelor minore/83801–83900 | 83801–83900 Lista planetelor minore/83801–83900 | 83901–84000 Lista planetelor minore/83901–84000 | 83901–84000 Lista planetelor minore/83901–84000 | 83901–84000 Lista planetelor minore/83901–84000 | 83901–84000 Lista planetelor minore/83901–84000 | 83901–84000 Lista planetelor minore/83901–84000 |
| ----------------------------------------------- | ----------------------------------------------- | ----------------------------------------------- | ----------------------------------------------- | ----------------------------------------------- | ----------------------------------------------- | ----------------------------------------------- | ----------------------------------------------- | ----------------------------------------------- | ----------------------------------------------- | ----------------------------------------------- | ----------------------------------------------- | ----------------------------------------------- | ----------------------------------------------- | ----------------------------------------------- | ----------------------------------------------- | ----------------------------------------------- | ----------------------------------------------- | ----------------------------------------------- | ----------------------------------------------- | ----------------------------------------------- | ----------------------------------------------- | ----------------------------------------------- | ----------------------------------------------- | ----------------------------------------------- | ----------------------------------------------- | ----------------------------------------------- | ----------------------------------------------- | ----------------------------------------------- | ----------------------------------------------- | ----------------------------------------------- | ----------------------------------------------- | ----------------------------------------------- | ----------------------------------------------- | ----------------------------------------------- | ----------------------------------------------- | ----------------------------------------------- | ----------------------------------------------- | ----------------------------------------------- | ----------------------------------------------- | ----------------------------------------------- | ----------------------------------------------- | ----------------------------------------------- | ----------------------------------------------- | ----------------------------------------------- | ----------------------------------------------- | ----------------------------------------------- | ----------------------------------------------- | ----------------------------------------------- | ----------------------------------------------- |

| Predecesor: 82001–83000 | Lista planetelor minore 83001–84000 Semnificații ale numelor: 83001–84000 | Succesor: 84001–85000 |